# Cubana cypassis
Cubana cypassis är en insektsart som beskrevs av Ronald Gordon Fennah 1971. Cubana cypassis ingår i släktet Cubana och familjen kilstritar. Inga underarter finns listade i Catalogue of Life.